# Corupția în Republica Moldova
Guvernul Republicii Moldova a luat în ultimii ani mai multe măsuri pentru a combate corupția, inclusiv prin aplicarea legii și crearea unor instituții specifice. Urmărirea penală a oficialilor implicați în corupție a crescut, de asemenea, în ultimii ani. Totuși, afaceriștii consideră corupția o problemă serioasă în derularea afacerilor, iar mediul de afaceri rămâne unul dintre cele mai dificile din regiune.

## Istorie
Conform Transparency International, 37% dintre moldoveni au raportat că au plătit o mită în 2010. Una dintre instituțiile cele mai percepute ca fiind corupte este poliția.
În septembrie 2015, a avut loc un mare protest anticorupție la Chișinău, în urma unei fraude bancare de 1 miliard de dolari (655 milioane de lire sterline).
În 2020, un raport al unui think tank susținut de USAID specula despre înființarea unei instanțe anticorupție.
La 19 aprilie 2021, a fost semnat Planul de Acțiune al Consiliului Europei pentru Republica Moldova 2021–2024, la Strasbourg, Franța. Acesta este un plan de acțiune care, printre altele, vizează combaterea corupției în țară.
În Indicele de percepție a corupției din 2023 al Transparency International, Republica Moldova a obținut un scor de 42 pe o scală de la 0 („foarte corupt”) la 100 („necorupt”). Când este clasată în funcție de scor, Republica Moldova se află pe locul 76 dintre cele 180 de țări incluse în indice, unde țara aflată pe locul 1 este percepută ca având cel mai onest sector public. Pentru comparație cu scorurile la nivel mondial, scorul mediu a fost 43, cel mai bun scor a fost 90 (locul 1), iar cel mai slab scor a fost 11 (locul 180). În comparație cu scorurile din regiune, cel mai mare scor în țările din Europa de Est și Asia Centrală a fost 53, scorul mediu a fost 35, iar cel mai scăzut scor a fost 18.
În martie 2023, a fost anunțată înființarea Curții Anticorupție a Moldovei. Conform președintei Maia Sandu, curtea era necesară pentru a accede în Uniunea Europeană. Curtea Anticorupție urma să fie prioritatea activității parlamentare începând din aprilie 2023. O carte albă a fost publicată în iunie 2023. FMI a observat acest lucru într-un raport din martie 2024, iar Consiliul Europei este implicat.

## Notă explicativă
1. ↑  Albania, Armenia, Azerbaidjan, Belarus, Bosnia și Herțegovina, Georgia, Kazahstan, Kosovo, Kârgâzstan, Moldova, Muntenegru, Macedonia de Nord, Rusia, Serbia, Tadjikistan, Turcia, Turkmenistan, Ucraina și Uzbekistan.